# 11 классов Лауэ
Классы Лауэ — 11 из 32 кристаллографических классов, которые обладают центром симметрии. Остальные кристаллографические классы (их 21) не содержат центра симметрии.
| Классы Лауэ            |                                                          |
| Триклинная система     | {\displaystyle {\bar {1}}}                               |
| Моноклинная система    | {\displaystyle 2/m}                                      |
| Ромбическая система    | {\displaystyle mmm}                                      |
| Тетрагональная система | {\displaystyle 4/m} {\displaystyle 4/mmm}                |
| Тригональная система   | {\displaystyle {\bar {3}}} {\displaystyle {\bar {3}}m}   |
| Гексагональная система | {\displaystyle 6/mmm} {\displaystyle 6/m}                |
| Кубическая система     | {\displaystyle m{\bar {3}}} {\displaystyle m{\bar {3}}m} |